# Eugenia Mandal
Eugenia Ewa Mandal (zm. 11 lipca 2025) – polska profesor psychologii (doktorat – 1990, Uniwersytet Śląski; habilitacja – 2000, Instytut Psychologii PAN; profesura – 2010).
Pracowała w Instytucie Psychologii w Uniwersytecie Śląskim w Katowicach, gdzie pełniła funkcję kierownika Katedry Psychologii Społecznej i Środowiskowej. 
Członek Rady Naukowej Instytutu Psychologii Polskiej Akademii Nauk w Warszawie (2011 – 2014) oraz Członek Komitetu Nauk Psychologicznych Polskiej Akademii Nauk Oddziału w Katowicach.
Zajmowała się psychologią społeczną, w szczególności psychologią bliskich związków interpersonalnych, kobiecością i męskością, stereotypami, psychologią władzy i psychologią wpływu społecznego. Prowadziła badania nad stereotypami płci, atrakcyjnością, adonizacją, władzą, dynamiką stanów emocjonalnych, wsparciem, władzą i wywieraniem wpływu w bliskich relacjach.
Uczestniczyła w przygotowaniu dwóch raportów naukowych dla Banku Światowego. Autorka wielu książek i artykułów naukowych.
Należała do towarzystw naukowych: Polskiego Towarzystwa Psychologicznego, Polskiego Stowarzyszenia Psychologii Społecznej, European Association of Social Psychology, European Network on Conflict, Gender, and Violence.
Założycielka i prezes Polskiego Stowarzyszenia Psychologii Bliskich Związków.

## Wybrane publikacje
Książki
- Mandal, E. (2016). Na smyczy miłości czyli o manipulacji w bliskich związkach. Warszawa: Wydawnictwo Naukowe PWN.  ISBN 978-83-011-8401-8.
- Miłość, władza i manipulacja w bliskich związkach. Warszawa: Wydawnictwo Naukowe PWN (2008; 2011). ISBN 978-83-01-15484-4.
- Podmiotowe i interpersonalne konsekwencje stereotypów związanych z płcią. Katowice: Wydawnictwo Uniwersytetu Śląskiego (2000). ISBN 83-226-0966-3.
- Podmiotowe i interpersonalne konsekwencje stereotypów związanych z płcią. Wydanie drugie zmienione. Katowice: Wydawnictwo Uniwersytetu Śląskiego (2004). ISBN 83-226-1385-7.
- Kobiecość i męskość. Popularne opinie a badania naukowe. Warszawa: Wydawnictwo Akademickie Żak (2003). ISBN 83-89501-03-1.

Książki zbiorowe
- Gender and Economic Opportunities in Poland. Document of the World Bank. Report No 29205-POL, March 15, 2004. The World Bank, Warsaw Office, Edition I, Warsaw (2004). ISBN 83-88911-02-3.
- Growth, Employment and Living Standards in Poland. Document of the World Bank. Report No. 28233-POL, March 22, 2004. The World Bank, Warsaw Office, Edition I, Warsaw (2004). ISBN 83-89188-27-9.

Redakcja naukowa
- Mandal E. (red.) (2017). Kobiety, mężczyźni i bliskie związki. Warszawa: Wydawnictwo Naukowe PWN.(ss. 296). ISBN 978-83-01-19638-7.
- Mandal, E., Doliński, D. (red.)( 2015). Wpływ społeczny w sytuacjach codziennych i niecodziennych. Warszawa: Wydawnictwo Naukowe PWN (ss. 384). ISBN 978-83-01-18294-6.
- Masculinity and femininity in everyday life. Katowice: Wydawnictwo Uniwersytetu Śląskiego. (2012). ISBN 978-83-226-1982-0.
- Konflikty między ludźmi. Warszawa: Wydawnictwo Naukowe PWN. (2011) (Redakcja naukowa wydania polskiego: W. W. Wilmot i J. L. Hocker: Interpersonal conflict. McGraw-Hill, 2007). ISBN 978-83-01-16569-7.
- W kręgu gender. Katowice: Wydawnictwo Uniwersytetu Śląskiego.(2007). ISBN 978-83-226-1610-9.
- Tożsamość społeczno-kulturowa płci. Opole: Wydawnictwo Uniwersytetu Opolskiego. (2005, współredakcja Barska A.). ISBN 83-7395-118-0.
- Współczesne problemy socjalizacji. Katowice: Wydawnictwo Uniwersytetu Śląskiego (1995, współredakcja Stefańska-Klar R.). ISSN 0239-6432.

Wybrane artykuły
- Dabul A. J.,  Wosińska W., Cialdini R.B.,  Mandal E. ,  Dion R.W. (1997). Self-presentational modesty across cultures: The effects of gender and social context in the workplace. Polish Psychological Bulletin, 28, (4), 295-307.